# Cantón de Nantua
El cantón de Nantua (en francés canton de Nantua) es una circunscripción electoral francesa situada en el departamento de Ain, de la región de Auvernia-Ródano-Alpes. Su cabecera (bureau centralisateur en francés) está en Nantua.

## Geografía
El cantón está situado al nordeste del departamento, en el Bugey, una zona de media montaña que forma parte del macizo del Jura.

## Historia
Al aplicar el decreto n.º 2014-147 del 13 de febrero de 2014 sufrió una redistribución comunal con cambios en los límites territoriales y en el número de comunas, pasando éstas de 12 a 17.
Con la aplicación de dicho decreto, que entró en vigor el 2 de abril de 2015, después de las primeras elecciones departamentales posteriores a la publicación de dicho decreto, los cantones de Ain pasaron de 43 a 23.

## Composición
- Apremont
- Béard-Géovreissiat
- Belleydoux
- Bellignat
- Brion
- Charix
- Échallon
- Géovreisset
- Groissiat
- Maillat
- Martignat
- Montréal-la-Cluse
- Nantua
- Les Neyrolles
- Le Poizat-Lalleyriat
- Port
- Saint-Martin-du-Frêne